# Synagoga Szlamy Kaca w Łodzi (ul. Wschodnia 33)
Synagoga Szlamy Kaca w Łodzi – prywatny dom modlitwy znajdujący się w Łodzi przy ulicy Wschodniej 33.
Synagoga została zbudowana w 1893 roku z inicjatywy Szlamy Kaca. Mogła ona pomieścić 30 osób. W 1899 roku została przeniesiona do nowego lokalu znajdującego się przy ulicy Południowej 27.